# Saxifraga irrigua
Saxifraga irrigua là một loài thực vật có hoa trong họ Saxifragaceae. Loài này được M.Bieb. miêu tả khoa học đầu tiên năm 1808.